# Test della cometa
Il test della cometa, noto anche come elettroforesi su singola cellula, è un test di mutagenesi per l'identificazione di danni al DNA in una cellula, solitamente di mammifero. Il test è conosciuto anche con le dizioni inglesi comet assay, Single Cell Gel Electrophoresis e la sua sigla SCGE.

## Scopo
La finalità del test è quella di verificare la capacità clastogena di una sostanza chimica o di un agente fisico, ovvero di saggiare se questa sia in grado di generare danni strutturali nei cromosomi, con conseguenti mutazioni cromosomiche. I danni possono essere rotture del singolo filamento di DNA (SSB, single strand breaks) o del doppio filamento (DSB, double strand break): in entrambi i casi, a seconda delle condizioni sperimentali, possono formarsi frammenti cromosomici. 

## Procedura sperimentale
Le cellule da testare vengono disposte su un vetrino portaoggetti insieme a diversi strati sovrapposti di agarosio a diverse concentrazioni e successivamente sono trattate con detergenti o altri agenti in grado di lisare la membrana cellulare; il vetrino sarà mantenuto tramite apposite soluzioni tampone a pH basico o neutro a seconda del tipo di danno che si vuole visualizzare: a pH neutro sono identificabili le DSB; a pH alcalino le SSB. 
Il vetrino con le cellule lisate viene coperto con un vetrino coprioggetti e posto in una vasca per elettroforesi per 20 minuti a 25 V. Al termine del processo il vetrino è lavato e vi è aggiunta una sostanza fluorescente in grado di legarsi al DNA (di solito bromuro di etidio), in modo da rendere visibile il nucleo al microscopio a fluorescenza. Se un nucleo non presenta danni apparirà al microscopio come una struttura rotonda e omogenea; in presenza di danni, invece, i frammenti di DNA migreranno verso l'anodo formando in questa direzione una struttura allungata e disomogenea, come la coda di una cometa. 
Le cellule utilizzate nel test possono provenire da colture cellulari immortalizzate (test in vitro); in alternativa si possono prelevare piccole porzioni di organo, solitamente di piccolo roditore, da cui ottenere cellule separate per disgregazione meccanica o enzimatica (test in vivo).

## Limiti dell'applicazione
Il test della cometa è in grado di stabilire se un agente induce la formazione di danni al DNA, ma non permette di determinare l'entità del danno o la porzione di genoma che lo ha subito. Per questo, per avere dei risultati sperimentali più specifici, deve essere accompagnato da altri test di mutagenesi come il test dei micronuclei o il test della condensazione prematura dei cromosomi (PCC).